# 빌리 매 리처즈
빌리 메이 리처즈(Billie Mae Richards, 1921년 11월 21일 ~ 2010년 9월 10일)는 캐나다의 배우이다.
토론토에서 태어났으며 벌링턴에서 사망하였다. 사인은 뇌졸중이다.

## 영화
- 샤도우 빌더 (1998년)
- 베스트 셀러 만들기 (1991년)
- 아기 곰 구출단 2 (1986년)
- 아기 곰 구출단 (1985년)
- 루돌프와 프로스티의 7월의 크리스마스 (1979년)
- 킹콩 (1966년) - 바비 본드 목소리 역
- 루돌프, 빨간 코 순록 (1964년) - 루돌프 목소리 역